# Ruzante

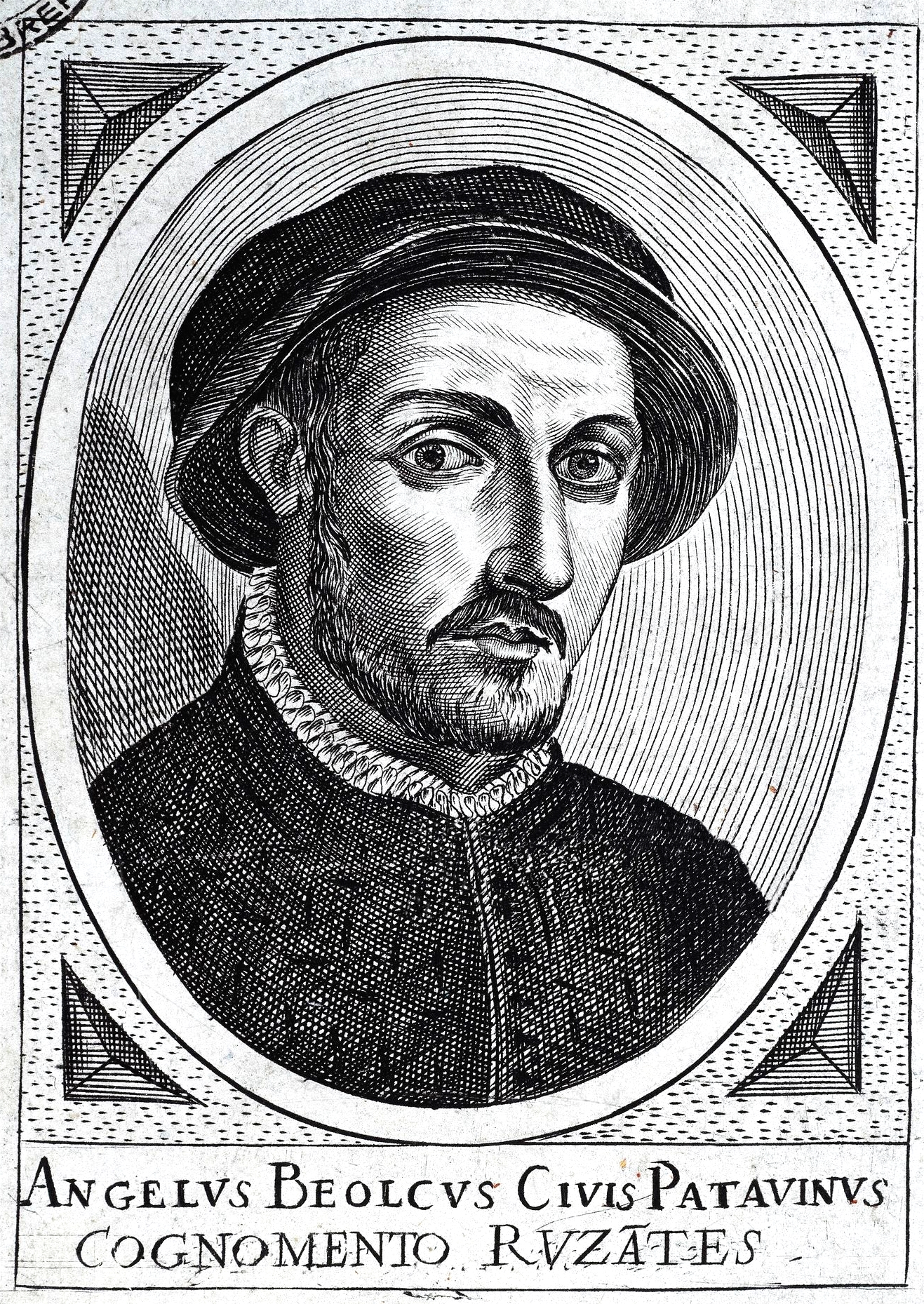
Ruzante

Ruzante, auch Ruzzante, Künstlername von Angelo Beolco (* um 1496 in Pernumia; † 17. März 1541 in Padua), war ein italienischer Komödiendichter.

## Leben
Angelo Beolco wurde um 1496 als unehelicher Sohn Gian Francesco Beolcos und dessen Haushälterin (ihr Name ist nicht überliefert) geboren. Gian Francesco stammte aus einer wohlhabenden Händler- und Großgrundbesitzerfamilie, war noch Medizinstudent, als er mit seiner Haushälterin kurz nach deren Anstellung eine Beziehung einging.
Die biografischen Daten sind vage. So soll Angelo als 12-Jähriger 1508 den Durchmarsch der venezianischen Truppen miterlebt haben, die sich anschickten, Friaul und die Lombardei zu besetzen. 1517 führte er unter seinem Künstlernamen Ruzante zum ersten Mal seine Komödie Pastoral auf, 1520 in Venedig die erste Fassung von Parlamento. 1521 gab ihm sein Vater die Vollmacht für die Verwaltung seiner Güter. Im selben Jahr folgten mehrere Uraufführungen, etwa in Asolo seine Komödie Prima Orazione, 1522 und 1523 in Venedig weitere Werke, zu feierlichen Anlässen wie der Hochzeit Antonio Grimanis, dem Neffen des Dogen. Ungesichert sind die Starts der Komödien Lettera a una morosa (im Hause Francesco Donàs, damals der Kapitän bzw. das Stadtoberhaupt von Padua) und Betía (möglicherweise auch schon im Jahr davor auf der Hochzeit Antonio Grimanis). 1526 erhielt Ruzante endgültig das Erbe seines im Jahr zuvor verstorbenen Vaters zugeschlagen. Im selben Jahr trat er vermutlich zum letzten Mal als Schauspieler auf. Ebenso ungesichert ist es, dass er im selben Jahr im Krieg der Liga von Cognac (1526–1530) auf Seiten der venezianischen Truppen kämpfte.
1527 heirateten Beolco und Giustina Palatino. 1528 wurde in Altovile seine Komödie Seconda Orazione aufgeführt, 1529 in Fosson sein Dialogo facetissimo und eine neue Fassung vom Parlamento. In Letzterer werden Missstände, wie die ausbleibende Bezahlung, die schlechte Behandlung der Soldaten, die Feigheit der Heeresführer und ihre Prahlerei nach ihrer Heimkehr im Krieg der Liga von Cognac angesprochen. Im selben Jahr erwarb er als Bevollmächtigter seines Gönners und Mäzens Alvise Cornaro Land. Von diesem Zeitpunkt an bezeugen weitere Dokumente, dass Ruzante als Bevollmächtigter Alvise Cornaros arbeitete und dessen Geschäfte regelte. Auf einem Festmahl Ippolito d’Estes in Ferrara trug er Lieder im Dialekt von Padua vor. Im Jahr darauf führte er möglicherweise unter der Regie Ariosts eine erste Fassung der Komödie La Moscheta auf, 1530 folgte möglicherweise sein Dialogo secondo. In Ferrara trat er weiterhin als Sänger und Schauspieler auf. 1532 wurde in Ferrara wie zuvor bei La Moscheta möglicherweise unter der Regie Ariosts seine Komödie La Piovana zum ersten Mal gespielt. 1533 bat er den Dogen und den Senat von Venedig um die Druckerlaubnis für seine Komödien Vaccaria und Piovana, die jedoch erst sehr viel später gedruckt wurden: La Piovana 1548 und La Vaccaria 1551. 1533 fand zudem die Uraufführung der Vaccaria in Padua statt. 1536 schrieb er die Lettera all'Alvarotto (dt. Brief an Alvarotto). Von 1533 bis zu seinem Tod 1541 in Padua widmete sich Ruzante wohl hauptsächlich geschäftlichen Angelegenheiten. Durch seinen plötzlichen Tod konnte die Uraufführung von Speronis Tragödie Canace (1546), deren Inszenierung ihm oblag, erst viel später stattfinden. Er war noch Mitglied in der Accademia degli Infiammati.

## Ruzante und der Dialekt von Padua
Dafür, dass Ruzante, genannt auch Il Ruzante, seine Komödien ausschließlich im Dialekt von Padua schrieb, gibt Sergio Torresani im Wesentlichen drei Gründe an:
- In Padua entstand die Makkaronische Dichtung, in der ein stark mit Elementen der Volkssprache (volgare) vermischtes Latein verwendet wurde.
- Das Abfassen von Texten im Dialekt von Padua wurde (v. a. in Venedig) immer beliebter – zunächst als Mittel, um sich über die ländliche Bevölkerung lustig zu machen; später in Anerkennung derselben, da sie in dem Krieg der Liga von Cambrai (1508–1510) eine entscheidende Rolle gespielt und sich dadurch Ruhm erworben hatte.
- Unter Studenten wurde der Dialekt als Polemik gegen die Latein sprechenden Schulmeister beliebt.
- Auch Gelehrte wie Sperone Speroni setzten sich für die Volkssprache ein.

## Werke
- Pastoral (~1517)
- Parlamento (~1520)
- Prima Orazione (1521)
- Lettera a una amorosa (~1524)
- Betía (~1524)
- Seconda Orazione (1528)
- Parlamento (zweite Fassung, 1529)
- Dialogo secondo (~1530)
- La Piovana (~1532)
- Vaccaria (1533)
- Lettera al Alvarotto (1536)

## Werkausgaben
- Tre orationi. Venedig 1561.

## Einzelbelege
1. ↑  Elena Panciera: Alle radici dell’Accademia degli Infiammati di Padova: i Discorsi del modo di studiare di Sperone Speroni. (academia.edu [abgerufen am 13. Januar 2023]).

| Personendaten    | Personendaten                    |
| ---------------- | -------------------------------- |
| NAME             | Ruzante                          |
| ALTERNATIVNAMEN  | Beolco, Angelo (wirklicher Name) |
| KURZBESCHREIBUNG | italienischer Komödiendichter    |
| GEBURTSDATUM     | um 1496                          |
| GEBURTSORT       | Pernumia                         |
| STERBEDATUM      | 17. März 1541                    |
| STERBEORT        | Padua                            |